# DJ Fausto
DJ Fausto, właśc. Fausto Talone (ur. 15 listopada 1970 w Amsterdamie) – holenderski DJ i producent muzyki trance.
Fausto wkroczył w świat muzyki w 1988, kiedy w Holandii zapanowała moda na muzykę house. Był jednym z pierwszych DJ-ów, którzy rozpoczęli organizowanie imprez klubowych.
W 1990 Fausto zaczął mixować muzykę. Wtedy też skontaktował się z nim DJ Dano i zaproponował mu pracę w znanej w tamtych czasach rozgłośni radiowej, nadawanej na nielegalnej częstotliwości. Wkrótce artysta został zauważony przez ludzi związanych z profesjonalnym graniem.
Pierwszą dużą imprezą, w jakiej uczestniczył, był zorganizowany w 1994 w Hadze festiwal Trance In Your Mind. Tak rozpoczęła się jego profesjonalna kariera DJ-a.